# Louise Gætje
Louise Gætje, född 2 januari 1856 i Stettin, död 21 oktober 1923 i Köpenhamn, var en dansk affärsidkare. Hon var ägare av makens efterlämnade livsmedelsföretag efter hans död 1905, och var även känd för sin välgörenhet. 